# Лакомова, Валентина Васильевна
Валентина Васильевна Лакомова (23 апреля 1933—2 января 2003) — передовик советского сельского хозяйства, птичница совхоза имени Ватутина Валуйского района Белгородской области, Герой Социалистического Труда (1971).

## Биография
Родилась в 1933 году в городе Валуйки, ныне Белгородской области.
В 1950 году поступила на работу в совхоз имени Ватутина Валуйского района Воронежской (ныне Белгородской области). Была участницей выставки достижения народного хозяйства, получила бронзовую медаль. Работая птичницей получала по 200 яиц в год от каждой из 3000 кур-несушек. За высокие достижения в труде награждена орденом Ленина. В 1964 году вступила в КПСС.
Указом Президиума Верховного Совета СССР от 8 апреля 1971 года за выдающиеся производственные достижения Валентине Васильевне Лакомовой было присвоено звание Героя Социалистического Труда с вручением ордена Ленина и медали «Серп и Молот».
Была делегирована на XXIV съезд КПСС в 1971 году.
В 1980-х годах вышла на заслуженный отдых.
Умерла 2 января 2003 году.

## Награды
- золотая звезда «Серп и Молот» (08.04.1971)
- Два ордена Ленина (22.03.1966, 08.04.1971)
- другие медали.

## Память

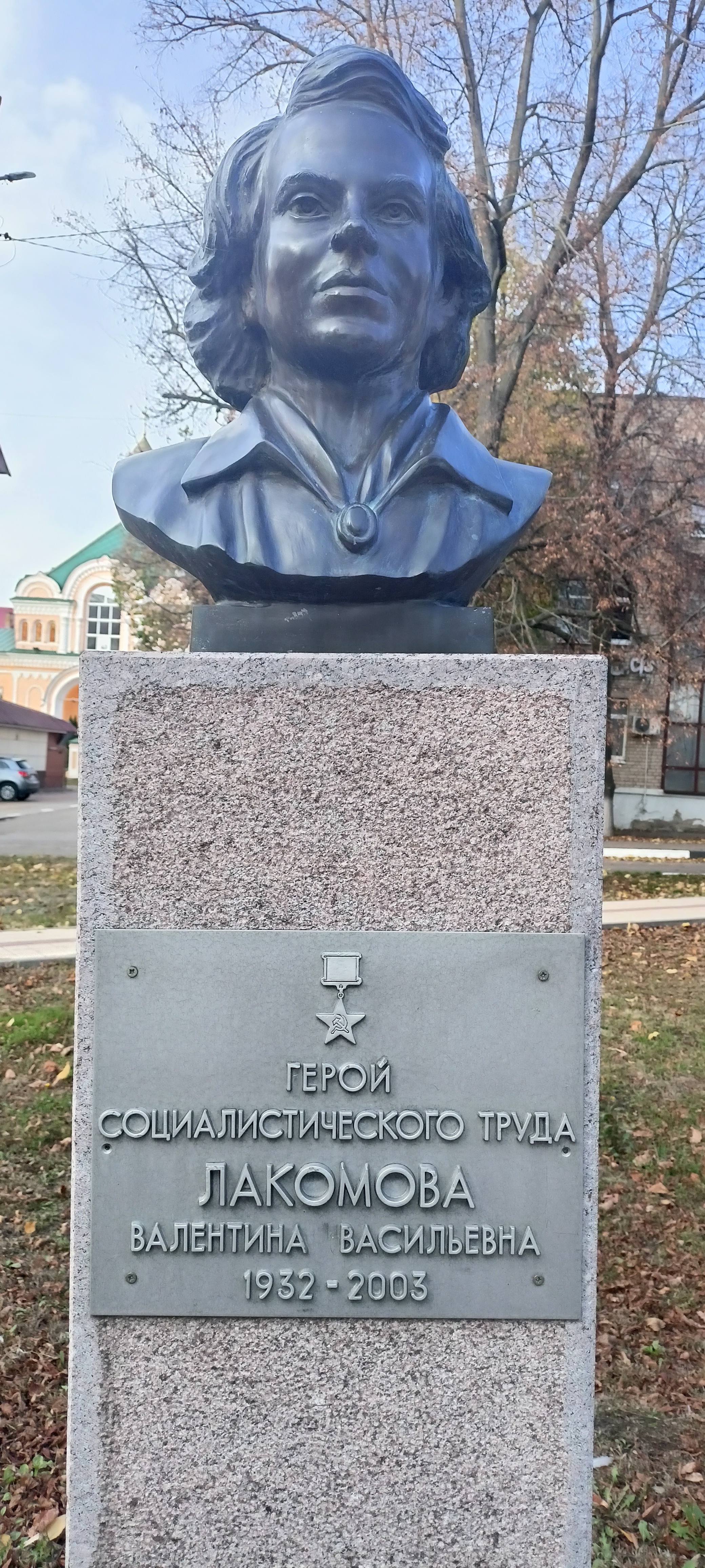

На Аллее Героев в городе Валуйки установлен бюст Герою Социалистического Труда Валентине Васильевне Лакомовой.